# Atomaria unifasciata
Atomaria unifasciata é uma espécie de insetos coleópteros polífagos pertencente à família Cryptophagidae.
A autoridade científica da espécie é Erichson, tendo sido descrita no ano de 1846.
Trata-se de uma espécie presente no território português.